# U23-Leichtathletik-Länderkampf der Frauen 1989 Frankreich – BR Deutschland – Spanien
| 10. Leichtathletik-Länderkampf mit bundesdeutscher Beteiligung 1989 | 10. Leichtathletik-Länderkampf mit bundesdeutscher Beteiligung 1989 |
| ------------------------------------------------------------------- | ------------------------------------------------------------------- |
|                                                                     |                                                                     |
| U23-Vergleich der Frauen Frankreich – BR Deutschland – Spanien      |                                                                     |
| Austragungsort                                                      | Nizza                                                               |
| Wettbewerbe                                                         | 16                                                                  |
| Datum                                                               | 26. August                                                          |
| 1. FRG 2. FRA 3. ESP                                                | 137 Punkte 113 Punkte 080 Punkte                                    |
| Chronik                                                             |                                                                     |
| ← FRA-FRG-ESP U23 (M)                                               | SUI-FRG-FRA-NLD Str'lauf (M) →                                      |

Als zehnter Vergleich des Länderkampfjahres 1989 wurde ein Vergleich der U23-Sportlerinnen zwischen Frankreich, der Bundesrepublik Deutschland und Spanien ausgetragen. Gastgeber der gemeinsam mit den Männern in getrennter Wertung am 20. August durchgeführten Veranstaltung war die an der Côte d’Azur gelegene Stadt Nizza.
In den vergangenen Jahren hatte es immer wieder Länderkämpfe gegeben, die zur Förderung des Nachwuchses konzipiert waren. Die dabei festgelegten Altersgruppen waren unterschiedlich, im vergangenen Jahr waren Athletinnen aus dem Bereich U23 zugelassen, davor waren Vergleiche für U22-Athletinnen ausgeschrieben.

## Modus
Auf dem Programm stand neben den bei Frauenländerkämpfen inzwischen üblichen fünfzehn Disziplinen, die den damaligen olympischen Katalog der Frauenwettbewerbe komplett abdeckten, noch ein 5000-m-Bahngehen. Jedes Team stellte zwei Teilnehmerinnen pro Disziplin. Die Punkte wurden nach folgenden Regeln vergeben: 1. Platz: 7 P / 2. Pl.: 5 P / 3. Pl.: 4 P / 4. Pl.: 3 P / ….

## Ergebnis
In den Einzelläufen gab es ausschließlich Doppelerfolge für die jeweils siegreichen Teams. Frankreich dominierte dabei die drei Sprintwettbewerbe, die Bundesrepublik gewann die beiden Mittelstrecken sowie die beiden Hürdenläufe und Spanien entschied den Langstreckenlauf für sich. Die Siege der beiden Staffeln und beiden Sprungdisziplinen teilten sich jeweils Deutschland und Frankreich. Im Bereich Wurf/Stoß gingen alle drei Wettbewerbe an die bundesdeutschen Athletinnen. Im Gehen lagen die beiden Spanierinnen ganz vorn. Das bundesdeutsche Team gewann die Länderkampfwertung mit 137 Punkten. Deutlich zurück kam Frankreich mit 113 Punkten auf Rang zwei. Weitere 33 Punkte dahinter belegte Spanien den dritten Platz.

## Legende
Kurze Übersicht zur Bedeutung der Symbolik – so üblicherweise auch in sonstigen Veröffentlichungen verwendet:
| DNF | nicht im Ziel (did not finish) |
| DSQ | disqualifiziert                |

## Resultate

### 100 m
| Platz | Athletin         | Land | Zeit (s) |
| ----- | ---------------- | ---- | -------- |
| 1     | Patricia Girard  | FRA  | 11,75    |
| 2     | Cécile Peyre     | FRA  | 12,02    |
| 3     | Susana Solanas   | ESP  | 12,23    |
| 4     | Andrea Schmidt   | FRG  | 12,23    |
| 5     | Birgit Leinemann | FRG  | 12,26    |
| 6     | Patricia Morales | ESP  | 12,91    |

Wind: −2,27 m/s

### 200 m
| Platz | Athletin         | Land | Zeit (s) |
| ----- | ---------------- | ---- | -------- |
| 1     | Marie-José Pérec | FRA  | 23,44    |
| 2     | Odile Singa      | FRA  | 23,58    |
| 3     | Andrea Schmidt   | FRG  | 23,93    |
| 4     | Mirja Knuth      | FRG  | 24,03    |
| 5     | Cristina Veiga   | ESP  | 24,85    |
| 6     | Susana Solanas   | ESP  | 24,87    |

Wind: −0,50 m/s

### 400 m
| Platz | Athletin                  | Land | Zeit (s) |
| ----- | ------------------------- | ---- | -------- |
| 1     | Fabienne Ficher           | FRA  | 53,54    |
| 2     | Elsa Devassoigne          | FRA  | 53,74    |
| 3     | Alicia Echenique Gonzales | ESP  | 54,46    |
| 4     | Ruth Scheppan             | FRG  | 54,59    |
| 5     | Petra Maschmann           | FRG  | 55,73    |
| 6     | Noemi Carrera Ruis        | ESP  | 56,07    |

### 800 m
| Platz | Athletin              | Land | Zeit (min) |
| ----- | --------------------- | ---- | ---------- |
| 1     | Petra Höfler          | FRG  | 2:05,92    |
| 2     | Gabriele Schwarzbauer | FRG  | 2:07,51    |
| 3     | Nathalie Lorentz      | FRA  | 2:08,64    |
| 4     | Annabelle Souriau     | FRA  | 2:08,85    |
| 5     | Carmen Bes Fuster     | ESP  | 2:08,95    |
| 6     | Rovira Fontarnau      | ESP  | 2:10,07    |

### 1500 m
| Platz | Athletin            | Land | Zeit (min) |
| ----- | ------------------- | ---- | ---------- |
| 1     | Rita Marquardt      | FRG  | 4:19,17    |
| 2     | Claudia Metzner     | FRG  | 4:20,43    |
| 3     | Véronique Pongérard | FRA  | 4:20,60    |
| 4     | García Herráez      | ESP  | 4:21,00    |
| 5     | Maite Montana       | ESP  | 4:22,67    |
| 6     | Laurence Vivier     | FRA  | 4:23,45    |

### 3000 m
| Platz | Athletin            | Land | Zeit (min) |
| ----- | ------------------- | ---- | ---------- |
| 1     | Conchita Muñiz Amed | ESP  | 9:34,06    |
| 2     | Cristina Nogue      | ESP  | 9:34,74    |
| 3     | Valérie Chauval     | FRA  | 9:35,87    |
| 4     | Sigrid Wennemar     | FRG  | 9:36,33    |
| 5     | Anke Lippert        | FRG  | 9:39,12    |
| 6     | Christine Feuillet  | FRA  | 9:40,91    |

### 100 m Hürden
| Platz | Athletin                   | Land | Zeit (s) |
| ----- | -------------------------- | ---- | -------- |
| 1     | Gabi Lippe                 | FRG  | 13,40    |
| 2     | Birgit Wolf                | FRG  | 13,69    |
| 3     | Paula Pinzolas Vidaurre    | ESP  | 14,42    |
| 4     | Maria Jesús Castillo Noain | ESP  | 14,60    |
| 5     | Françoise Simon            | FRA  | 14,68    |
| DNF   | Valérie Mith               | FRA  |          |

Wind: −1,7 m/s

### 400 m Hürden
| Platz | Athletin              | Land | Zeit (s) |
| ----- | --------------------- | ---- | -------- |
| 1     | Christiane Beinhauer  | FRG  | 58,33    |
| 2     | Iris Gauch            | FRG  | 59,34    |
| 3     | Magali Chardenoux     | FRA  | 60,45    |
| 4     | Esther Castillo Noain | ESP  | 60,51    |
| 5     | Sylvie Joubert Rippe  | FRA  | 61,27    |
| 6     | Yolanda Tello         | ESP  | 62,05    |

### 4 × 100 m Staffel
| Platz | Besetzung      | Land                                                            | Zeit (s) |
| ----- | -------------- | --------------------------------------------------------------- | -------- |
| 1     | BR Deutschland | Manuela Felgenbauer Andrea Schmidt Birgit Wolf Birgit Leinemann | 45,42    |
| 2     | Spanien        | Susana Solanas Cristina Veiga Linares Patricia Morales          | 46,93    |
| DSQ   | Frankreich     | Cécile Peyre Chantal Meliot Odile Singa Patricia Girard         |          |

### 4 × 400 m Staffel
| Platz | Besetzung      | Land                                                              | Zeit (min) |
| ----- | -------------- | ----------------------------------------------------------------- | ---------- |
| 1     | Frankreich     | Valérie Jaunatre Elsa Devassoigne Fabienne Ficher Cécile Gauthier | 3:42,94    |
| 2     | BR Deutschland | Elke Windolph Tina Gruhler Pia Weitzel Ruth Scheppan              | 3:43,41    |
| 3     | Spanien        | Onate Carreras Costes lsabel López                                | 3:49,38    |

### 5000-m-Gehen
| Platz | Athletin                   | Land | Zeit (min) |
| ----- | -------------------------- | ---- | ---------- |
| 1     | Mari Cruz Díaz             | ESP  | 25:14,6    |
| 2     | María Reyes Sobrino        | ESP  | 25:15,0    |
| 3     | Nathalie Marchand          | FRA  | 25:50,6    |
| 4     | Barbara Kollorz            | FRG  | 26:30,6    |
| 5     | Anne-Catherine Berthonnaud | FRA  | 27:10,6    |
| DNF   | Andrea Brückmann           | FRG  |            |

### Hochsprung
| Platz | Athletin                     | Land | Höhe (m) |
| ----- | ---------------------------- | ---- | -------- |
| 1     | Beate Holzapfel              | FRG  | 1,82     |
| 2     | Ulrike Walther               | FRG  | 1,78     |
| 3     | Carole Brige                 | FRA  | 1,74     |
| 4     | Anne-Mathilde Raynaud        | FRA  | 1,74     |
| 5     | Monica Calvo                 | ESP  | 1,70     |
| 6     | Montserat Fernandez Mulleras | ESP  | 1,70     |

### Weitsprung
| Platz | Athletin               | Land | Weite (m) |
| ----- | ---------------------- | ---- | --------- |
| 1     | Muriel Leroy           | FRA  | 6,50      |
| 2     | Heike Ingendoh         | FRG  | 6,28      |
| 3     | Caroline Missoudan     | FRA  | 6,21      |
| 4     | Kerstin Brecht         | FRG  | 5.97      |
| 5     | Aranxta García Rimenez | ESP  | 5.95      |
| 6     | lsabel Lopez Herrera   | ESP  | 5.93      |

### Kugelstoßen
| Platz | Athletin            | Land | Weite (m) |
| ----- | ------------------- | ---- | --------- |
| 1     | Agnes Deselaers     | FRG  | 15,73     |
| 2     | Fabienne Locuty     | FRA  | 15,04     |
| 3     | Nathalie Bellotti   | FRA  | 14,46     |
| 4     | Claudia Kodel       | FRG  | 14,30     |
| 5     | Carmen Corona Lopez | ESP  | 13,55     |
| 6     | Susana Reguela Saez | ESP  | 12,32     |

### Diskuswurf
| Platz | Athletin                    | Land | Weite (m) |
| ----- | --------------------------- | ---- | --------- |
| 1     | Agnes Deselaers             | FRG  | 52,48     |
| 2     | Agnes Teppe                 | FRA  | 52,36     |
| 3     | Silke Hachenberg            | FRG  | 50,94     |
| 4     | Sonia Godall                | ESP  | 49,04     |
| 5     | Sylvie Margry               | FRA  | 46,56     |
| 6     | Karmele Olaizola Etxeberria | ESP  | 44,48     |

### Speerwurf
| Platz | Athletin            | Land | Weite (m) |
| ----- | ------------------- | ---- | --------- |
| 1     | Margot Kruber       | FRG  | 53,46     |
| 2     | Katja Hausmann      | FRG  | 52,14     |
| 3     | Belén Palacios Ruiz | ESP  | 48,50     |
| 4     | Delphine Crepet     | FRA  | 48,24     |
| 5     | Corinne Prévost     | FRA  | 46,04     |
| 6     | Beatriz Fantova     | ESP  | 44,14     |